# Национални парк Бразос
Национални парк Бразос је (енгл. Brazos Bend State Park) је национални парк у Тексасу недалеко од Хјустона.
Парк се простире на површини од преко 4000 хектара дуж реке Бразос и на околном мочварном терену, речним рукавцима и неколико мањих језера.
Парк је јединствени екосистем са великим бројем разних биљних и животињских врста (дивљих животиња, птица и птица селица). 
Од животиња највише је јелена, видри , алигатора и корњача, а од барских птица ибиса и рода. Од инсеката највише има лептира и вилинских коњица.

## Галерија
- Бразос парк Тексас
- Осматрачница са сликама птица
- Амерички алигатор
- Дрвеће
- Барске корњаче
- Поглед на реку
- Птице
- Упозорење
- Корњача поред пута